# Vaishali (Stadt)

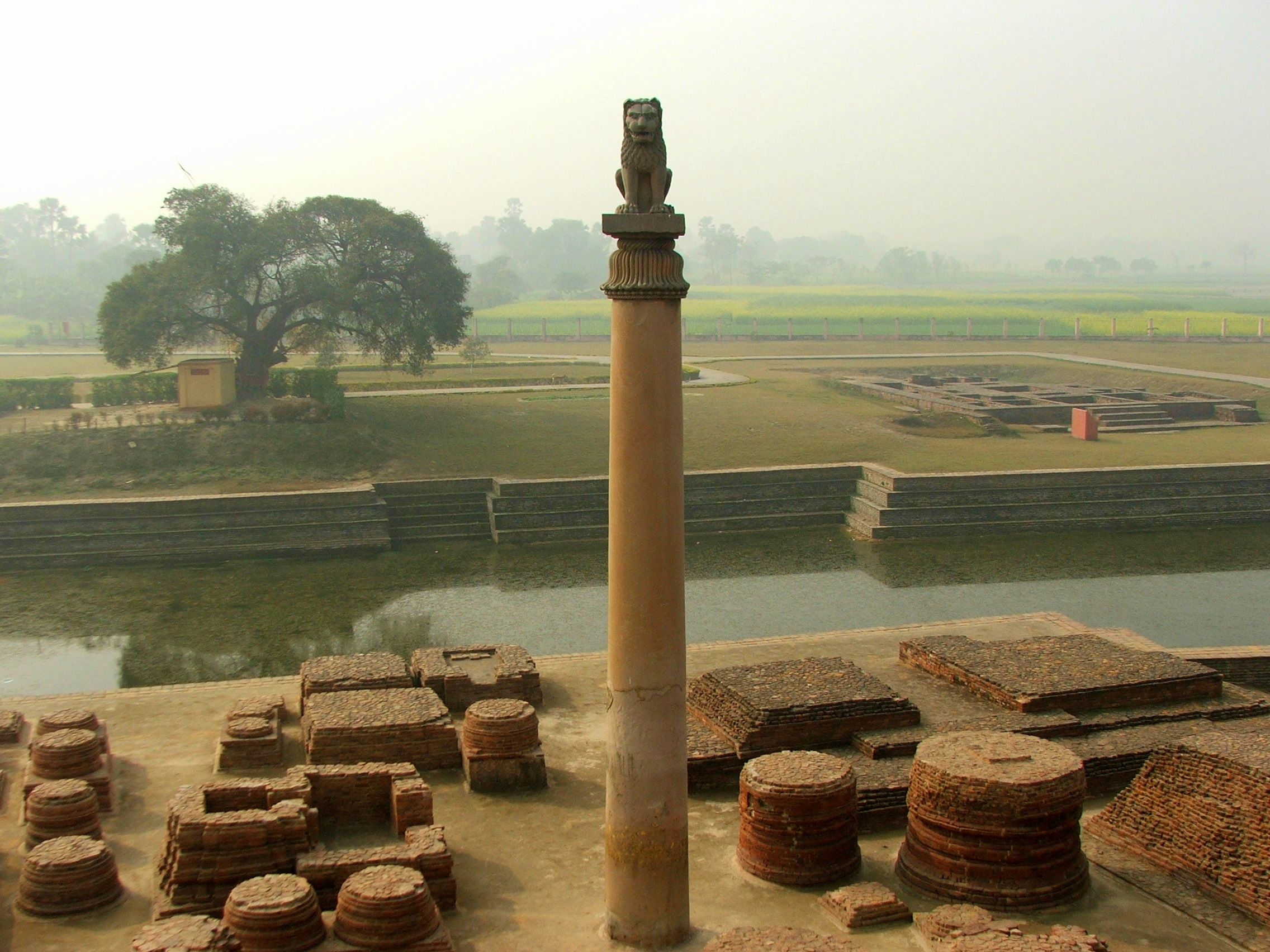
Eine Ashoka-Säule in Kolhua bei Vaishali. Sie wurde an der Stelle errichtet, an der Buddha seine letzte Predigt vor dem Einzug ins Nirwana gehalten haben soll

Vaishali (Pali: Vesali) war eine bedeutende Stadt im antiken Indien, gelegen im heutigen Bundesstaat Bihar, 40 km nordwestlich des heutigen Patna zwischen Ganges und Himalaya. Vaishali war im 5. Jahrhundert v. Chr. die Hauptstadt der Republik der Licchavis, die der Vajji-Konföderation angehörte. Sie soll mehrstöckige Häuser mit Zinnen, zahlreiche Haine und Lotusteiche gehabt haben, den Überlieferungen zufolge jeweils 7707 Stück. Der Buddha Siddhartha Gautama besuchte häufig Vaishali, wo ihm die Kurtisane Ambapali ein Vihara schenkte. Hier sollen einige bedeutende Lehrreden gehalten und die Gründung des Nonnenordens beschlossen worden sein. Nach dem Tod des Buddha unterwarf der König von Magadha, Ajatasattu, die Republik und eroberte Vaishali. 386 v. Chr. wurde in Vaishali das 2. buddhistische Konzil abgehalten.
1958 wurde in einem Stupa eine kleine Schale mit Knochenresten, Asche und verschiedenen Beigaben entdeckt; möglicherweise handelt es sich dabei um die den Licchavis zugeteilten Reliquien des Buddha.